# 31. červenec
31. červenec je 212. den roku podle gregoriánského kalendáře (213. v přestupném roce). Do konce roku zbývá 153 dní.

## Události

### Česko
- 1247 – Vypukla neúspěšná vzpoura české šlechty proti králi Václavu I.
- 1459 – Jiřímu z Poděbrad bylo uděleno v Brně císařem Fridrichem III. České království v léno.
- 1619 – Schválena Česká konfederace, nová ústava platící pro země Koruny české.
- 1920 – Zákonem 450/1920 Sb. bylo k Československu připojeno Valticko, Dyjský trojúhelník a část Vitorazska.
- 1945 – Při výbuchu muničního skladu v Ústí nad Labem zahynulo 27 lidí. Při následném lynčování německých obyvatel zemřelo dalších několik desítek lidí.
- 2015 – Asi 60 osob v zařízení pro cizí migranty v Bělé pod Bezdězem se po jednání s ministrem vnitra Milanem Chovancem vzbouřilo a ničilo vybavení zařízení.

### Svět
- 1009 – Papežem se stal Sergius IV.
- 1919 – Byla schválena Výmarská ústava.
- 1932 – V německých parlamentních volbách zvítězila Národně socialistická německá dělnická strana se 37,27 % hlasy.
- 1954 – Italská výprava uskutečnila prvovýstup na druhou nejvyšší horu světa, K2.

## Narození
Viz též Kategorie:Narození 31. července — automatický abecedně řazený seznam.

### Česko

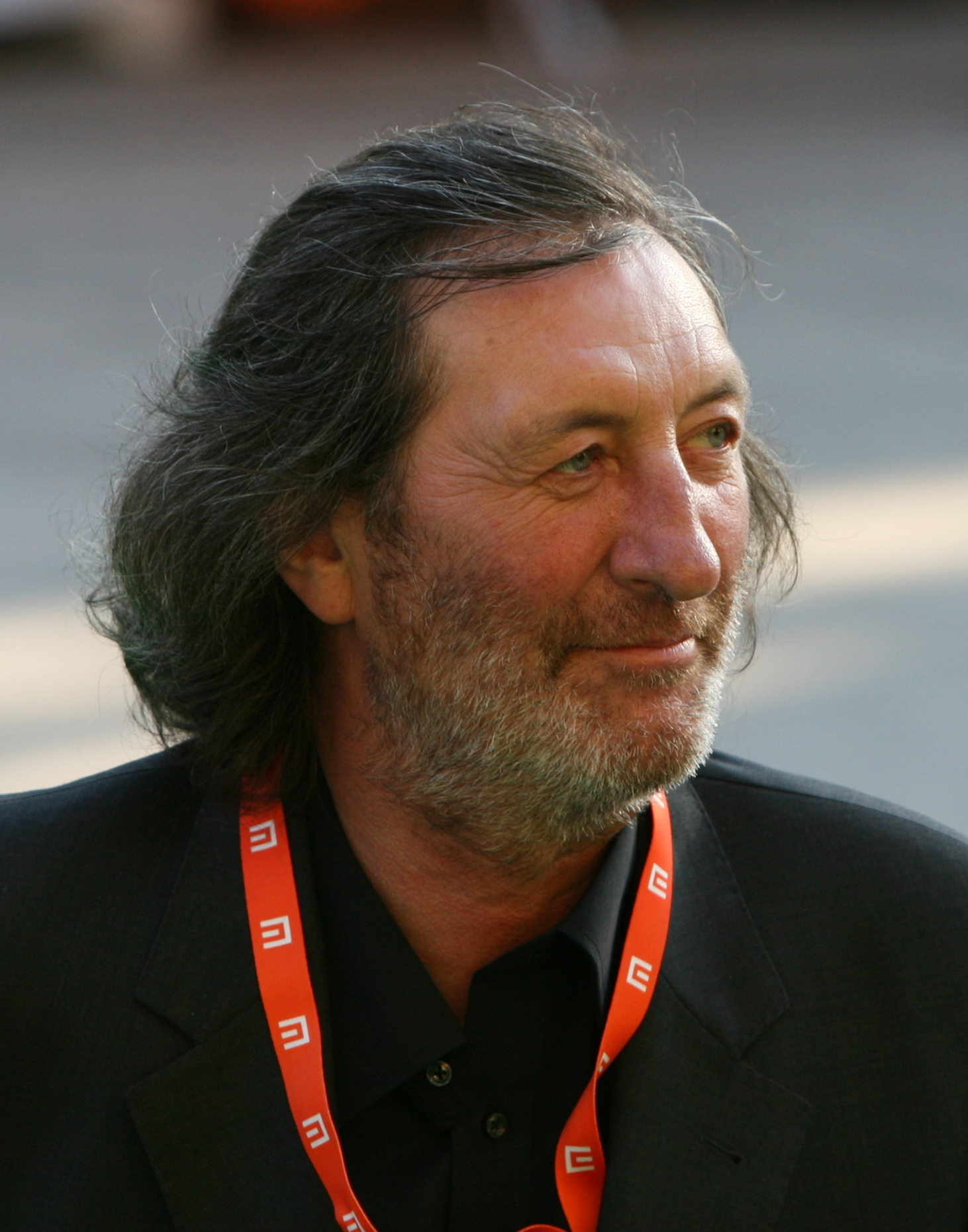
Bolek Polívka (* 1949)

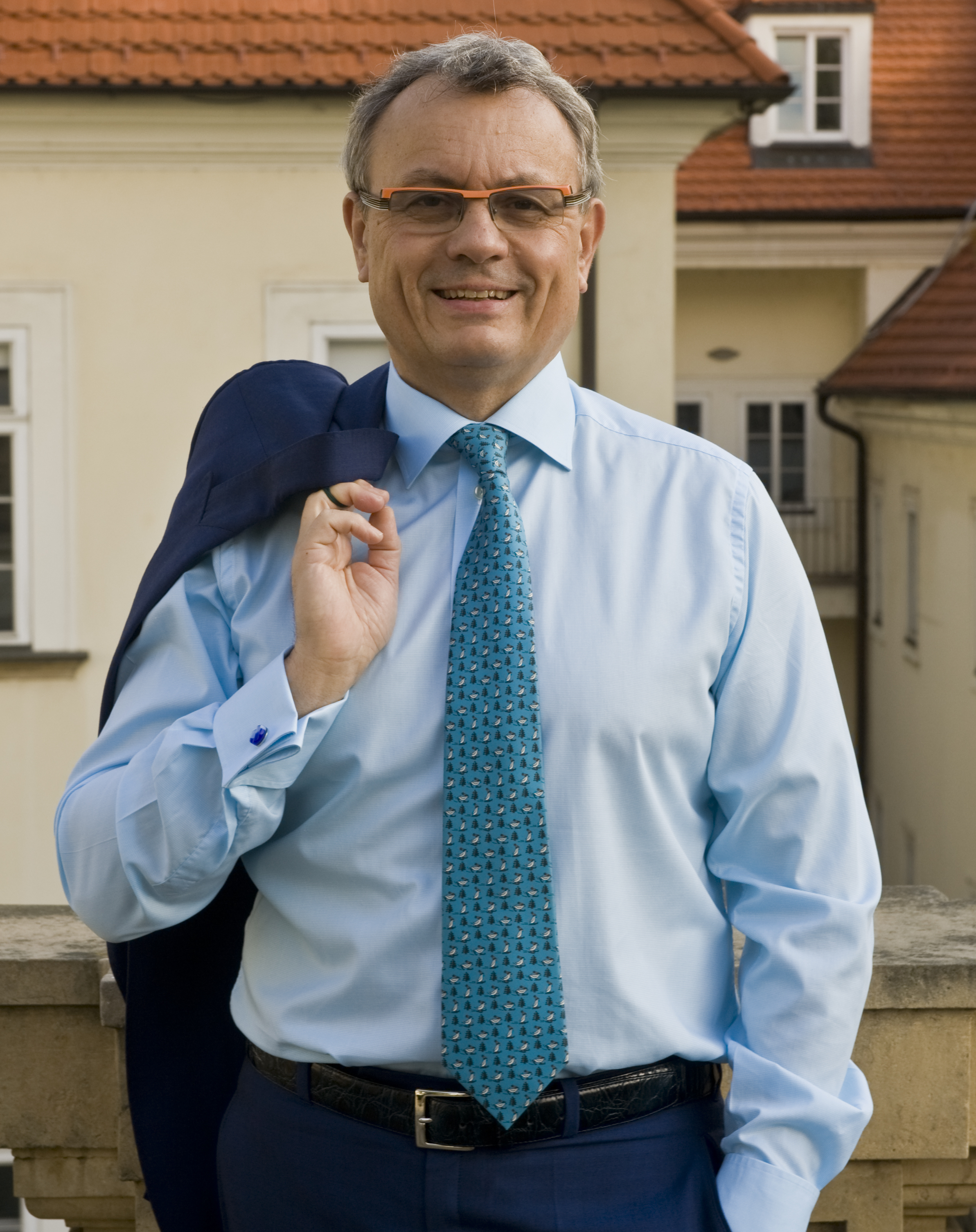
Vladimír Dlouhý (* 1953)

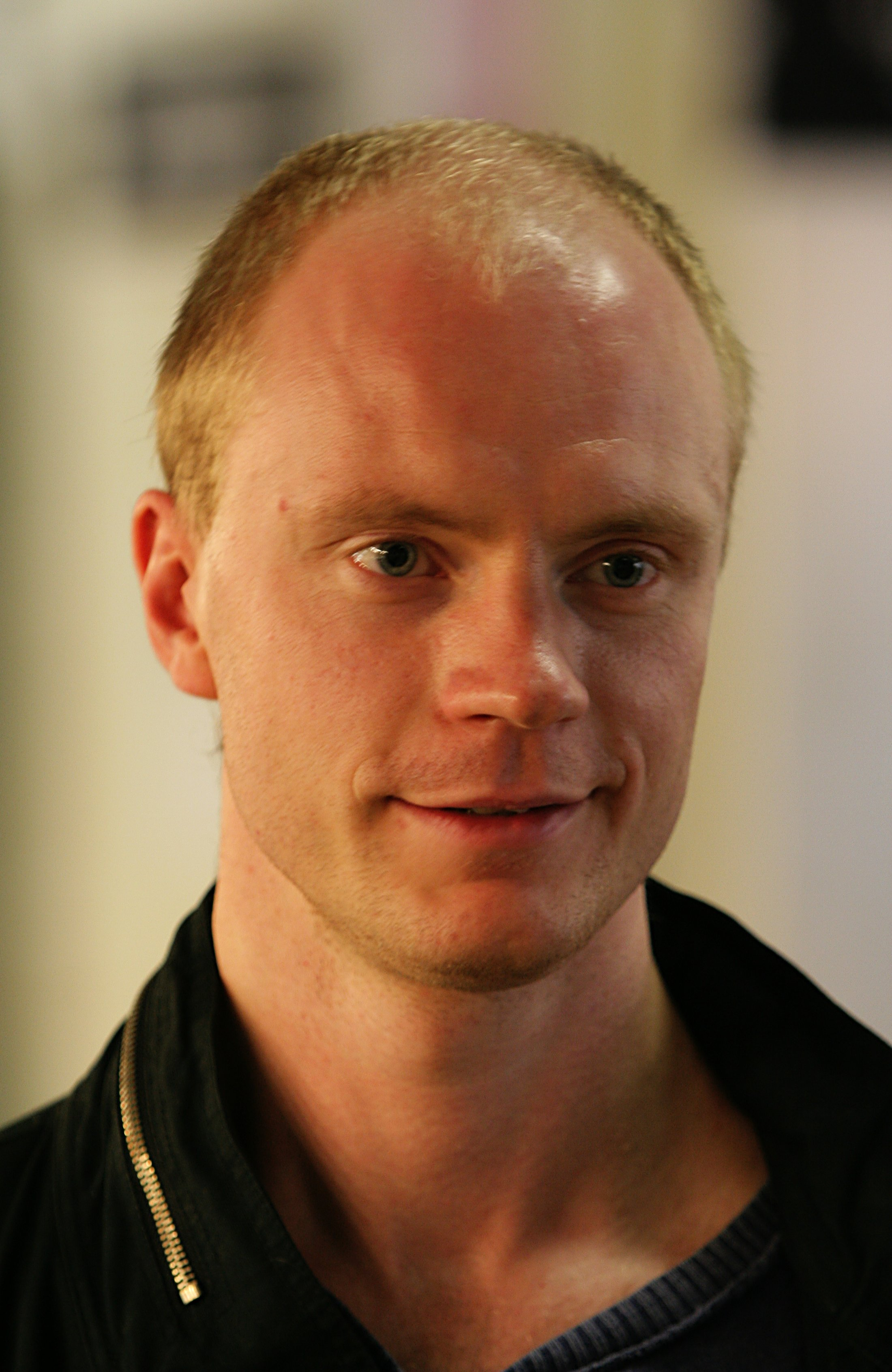
Jan Budař (* 1977)

- 1792 – Josef Höchsmann, moravský teolog († 4. června 1859)
- 1819
  - Ignác Axamit, matematik a fyzik († 1904)
  - Daniel Bohumil Molnár, luterský farář a teolog († 13. září 1889)
- 1830 – František Zdeněk Skuherský, hudební skladatel, pedagog a teoretik († 19. srpna 1892)
- 1840 – Ignác Theodor Petera, sedlář, podnikatel, výrobce a majitel továrny na produkci kočárů, saní a povozů ve Vrchlabí, která se po roce 1945 stala součástí AZNP Mladá Boleslav.
- 1844 – Hynek Pelc, lékař, organizátor zdravotní péče († 9. srpna 1915)
- 1853 – Teréza Nováková, spisovatelka († 13. listopadu 1912)
- 1854 – Renáta Tyršová, kunsthistorička a umělecká kritička, etnografka († 22. února 1937)
- 1857 – Josef Taschek, československý politik německé národnosti († 29. ledna 1939)
- 1872 – Břetislav Rérych, regionální vlastivědný pracovník a historik († 14. října 1936)
- 1873 – Vojtěch Preissig, grafik, malíř, ilustrátor, účastník protirakouského i protinacistického odboje († 11. června 1944)
- 1880 – Kamil Fiala, lékař, literární kritik a překladatel († 23. listopadu 1930)
- 1881 – Lída Sudová, herečka († 6. března 1971)
- 1886 – Zdenka Gräfová, herečka († 22. srpna 1976)
- 1890 – František Roubík, historik († 5. května 1974)
- 1893 – Bohuslav Ečer, soudce Mezinárodního soudního dvora († 14. března 1954)
- 1901
  - Jiří Slavíček, filmový střihač, scenárista a režisér († 18. srpna 1957)
  - Jaroslav Pušbauer, hokejový obránce († 6. června 1976)
  - Rudolf Slánský, komunistický politik, dlouholetý člen ÚV KSČ a generální tajemník KSČ († 3. prosince 1952)
- 1910 – Václav Jírů, fotograf a redaktor († 28. června 1980)
- 1914
  - Emanuel Baláš, etnograf († 6. února 1966)
  - Heřman Josef Tyl, opat kláštera Teplá († 10. prosince 1993)
- 1917 – Jaroslav Kotásek, voják a příslušník výsadku Spelter († 16. června 1944)
- 1919 – Jan Křížek (malíř), česko-francouzský výtvarník († 9. února 1985)
- 1920 – Jiří Vršťala, herec († 10. června 1999)
- 1921 – Radim Servít, profesor ČVUT († 24. listopadu 1984)
- 1930
  - Drahomíra Vihanová, filmová režisérka a scenáristka († 10. prosince 2017)
  - Vladimír Vonka, virolog († 20. června 2025)
  - Radana Königová, lékařka v oblasti popáleninové medicíny († 20. září 2013)
- 1942 – Jan Zbavitel, dirigent a pedagog
- 1945 – Tomáš Vačkář, hudební skladatel († 2. května 1963)
- 1947 – Miloň Terč, kameraman
- 1949 – Boleslav Polívka, herec a komik, „Valašský král“
- 1950 – Stanislav Kozák, politik
- 1951 – Otakar Vychodil, podnikatel, systémový analytik a bývalý politik
- 1953
  - Vladimír Dlouhý, ekonom a politik
  - Marie Součková, ministryně zdravotnictví ČR
- 1955 – Pavel Boček, historik
- 1959 – Václav Štěpánek, novinář, historik a balkanista
- 1960 – Iva Budařová, tenistka
- 1977 – Jan Budař, herec
- 1980 – Jiří Fischer, hokejista
- 1983 – Vítězslav Bílek, hokejista

### Svět

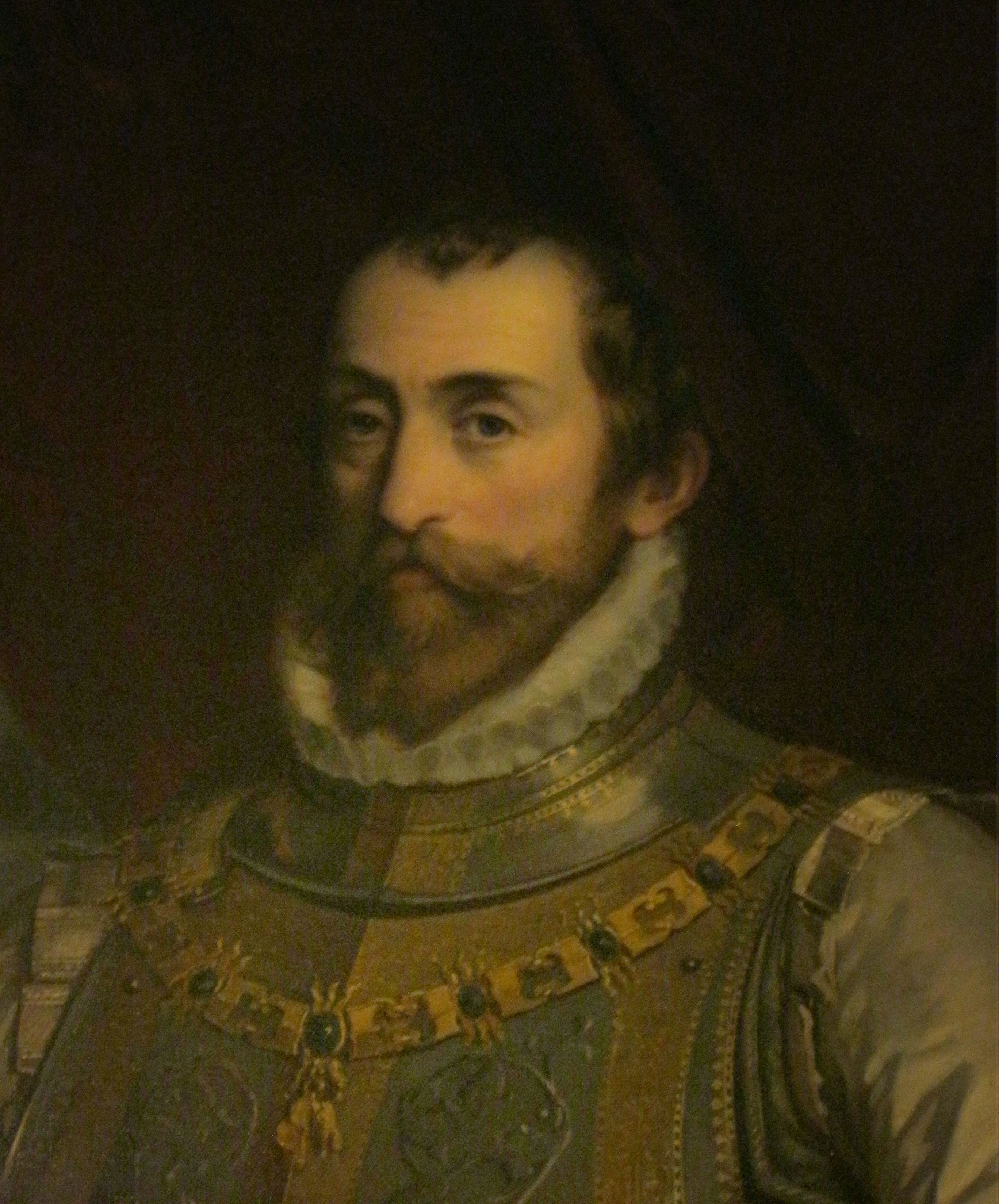
Maxmilián II. Habsburský (* 1527)

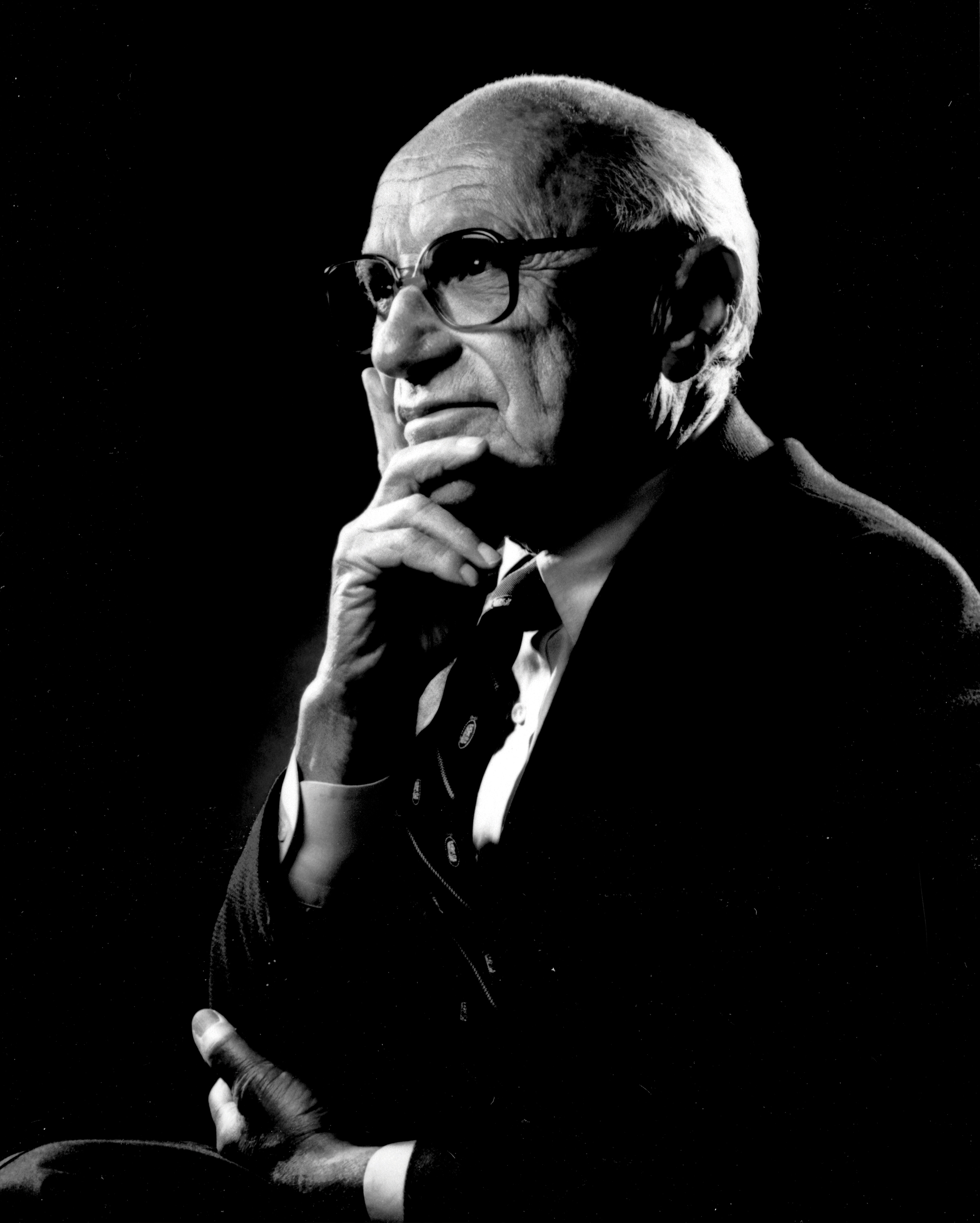
Milton Friedman (* 1912)

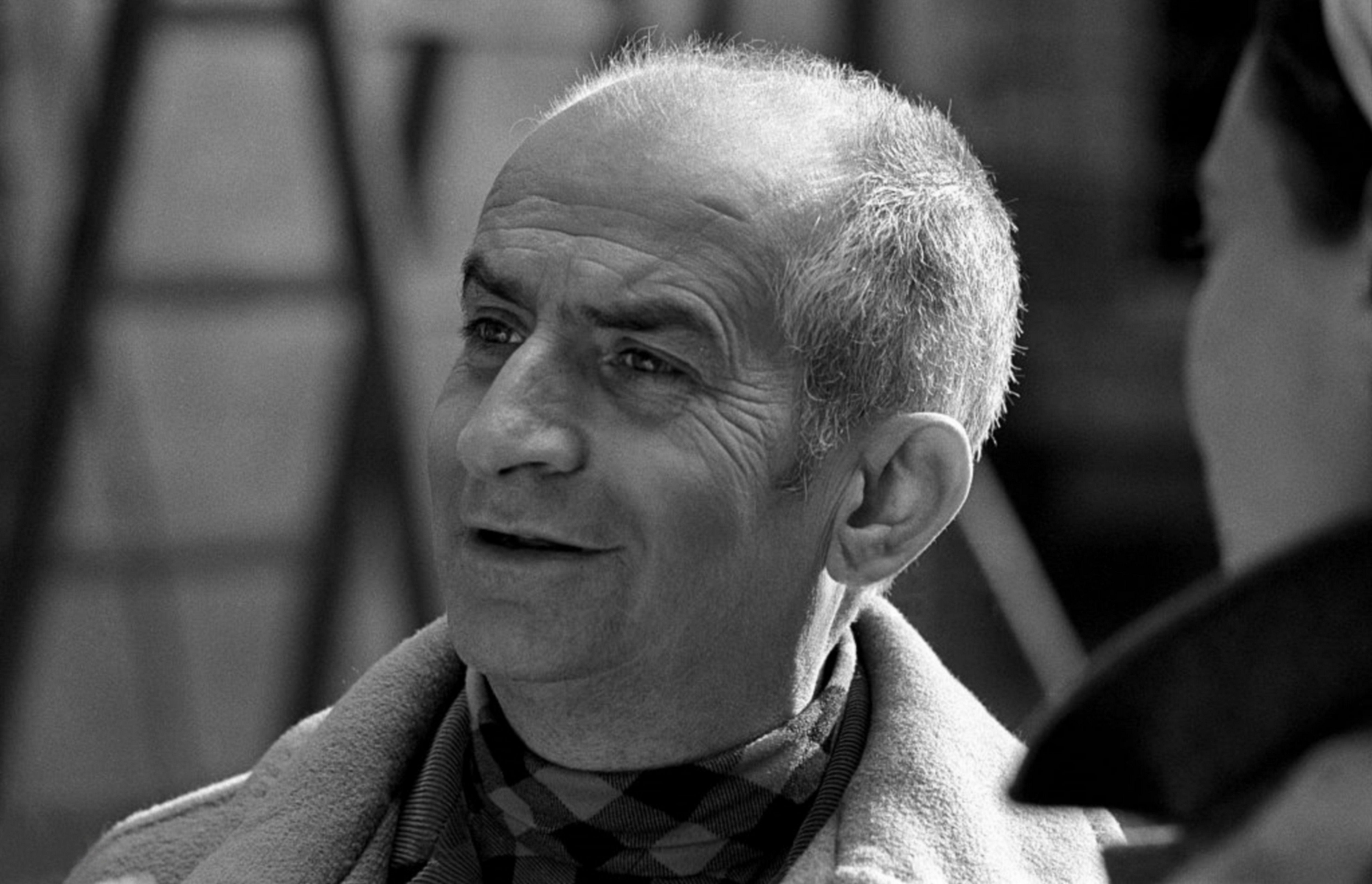
Louis de Funès (* 1914)

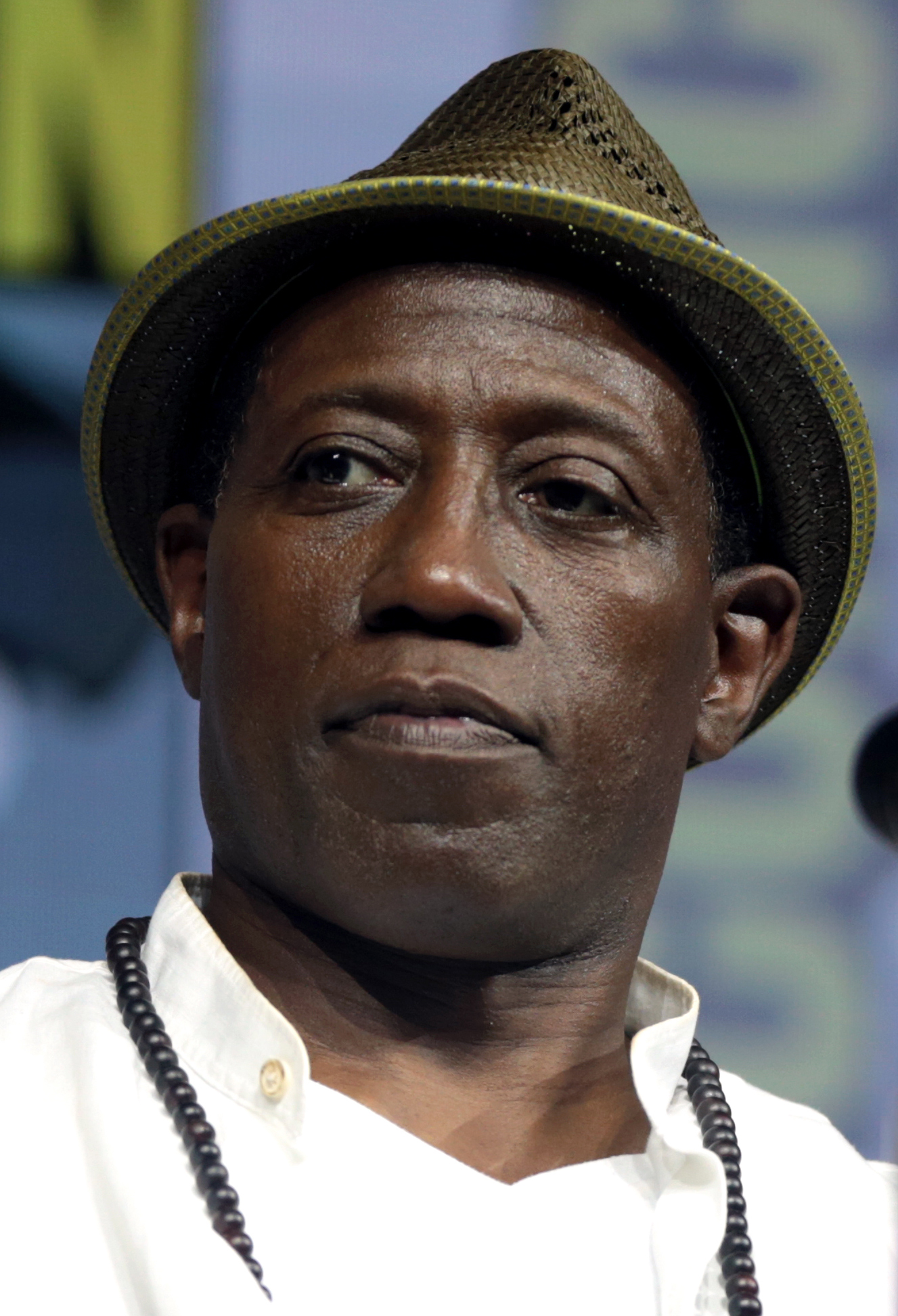
Wesley Snipes (* 1962)

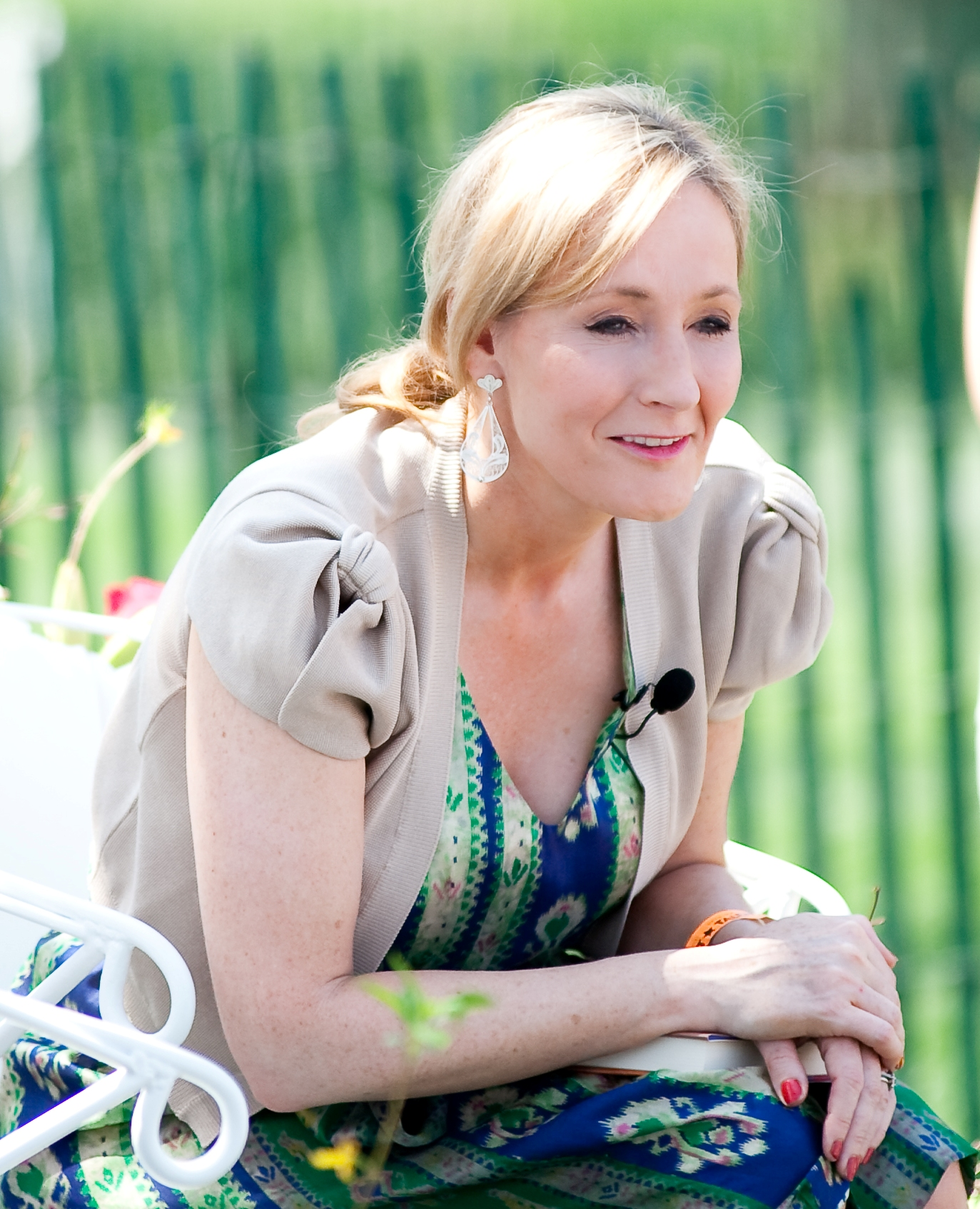
Joanne Kathleen Rowlingová (* 1965)

- 1396 – Filip III. Dobrý, burgundský, brabantský a lucemburský vévoda († 1467)
- 1443 – Albrecht III. Saský, kníže saský, markrabě míšeňský, zemský správce Fríska († 12. září 1500)
- 1526 – August Saský, saský kurfiřt († 11. února 1586)
- 1527 – Maxmilián II., římskoněmecký císař, český a uherský král († 1576)
- 1640 – Michał Korybut Wiśniowiecki, polský král a litevský velkokníže († 10. listopadu 1673)
- 1686 – Benedetto Marcello, italský právník, politik a barokní hudební skladatel († 1739)
- 1702 – Jean Denis Attiret, francouzský jezuita a misionář († 8. prosince 1768)
- 1704 – Gabriel Cramer, švýcarský matematik († 4. ledna 1752)
- 1737 – Augusta Frederika Hannoverská, vnučka britského krále Jiřího II. († 23. března 1813)
- 1754 – Bon-Adrien-Jeannot de Moncey, francouzský generál († 20. dubna 1842)
- 1781 – François-Auguste Cheussey, francouzský architekt a stavitel († 13. července 1857)
- 1796 – Jean Gaspard Deburau, francouzský mim českého původu († 17. června 1846)
- 1800 – Friedrich Wöhler, německý chemik († 1882)
- 1803 – John Ericsson, švédský inženýr a vynálezce († 1889)
- 1810 – Julian Fontana, polský klavírista a hudební skladatel († 24. prosince 1869)
- 1812 – Amélie de Beauharnais, brazilská císařovna († 26. ledna 1873)
- 1816 – Marie Terezie Izabela Rakouská, arcivévodkyně rakouská († 8. srpna 1867)
- 1828
  - François-Auguste Gevaert, belgický hudební skladatel († 24. prosince 1908)
  - Wilfried Paulsen, německý šachový mistr († 6. února 1901)
- 1833 – Jindřiška Mendlová, německá herečka, manželka bavorského vévody Ludvíka († 12. listopadu 1891)
- 1843 – Peter Rosegger, rakouský spisovatel († 26. července 1918)
- 1855 – Guido Bodländer, německý chemik († 1904)
- 1858 – Ferko Urbánek, slovenský spisovatel a dramatik († 10. prosince 1934)
- 1862 – Alan Rotherham, anglický ragbista († 30. srpna 1898)
- 1863 – Richard Aldrich, americký hudební kritik († 2. června 1937)
- 1868 – Erich Brandenburg, německý historik († 22. ledna 1946)
- 1880
  - Manuel Penella, španělský hudební skladatel († 24. ledna 1939)
  - Prémčand, hindský spisovatel († 8. října 1936)
- 1882 – Itamar Ben Avi, novinář a sionistický aktivista († 8. dubna 1943)
- 1883
  - Erich Heckel, německý expresionistický malíř († 27. ledna 1970)
  - Paul Kleinschmidt, německý malíř († 2. srpna 1949)
- 1887 – Micuru Ušidžima, japonský generál († 22. června 1945)
- 1901 – Jean Dubuffet, francouzský malíř a sochař († 12. května 1985)
- 1906 – Horacio Coppola, argentinský fotograf a filmař († 18. června 2012)
- 1912 – Milton Friedman, americký ekonom, nositel Nobelovy pamětní ceny za ekonomii († 2006)
- 1914 – Louis de Funès, francouzský herec a komik († 1983)
- 1918
  - Mia Oremović, chorvatská herečka († 24. července 2010)
  - Hank Jones, americký jazzový klavírista a hudební skladatel († 16. května 2010)
  - Paul D. Boyer, americký biochemik, Nobelova cena za chemii 1997 († 2. června 2018)
- 1919 – Primo Levi, italský spisovatel a chemik († 1987)
- 1921
  - Peter Benenson, anglický právník a zakladatel Amnesty International († 25. února 2005)
  - Tore Sjöstrand, švédský olympijský vítěz v běhu na 3000 metrů překážek († 26. ledna 2011)
- 1922 – Lorenzo Antonetti, italský kardinál(† 10. dubna 2013)
- 1926
  - Hilary Putnam, americký matematik, logik a filozof († 13. března 2016)

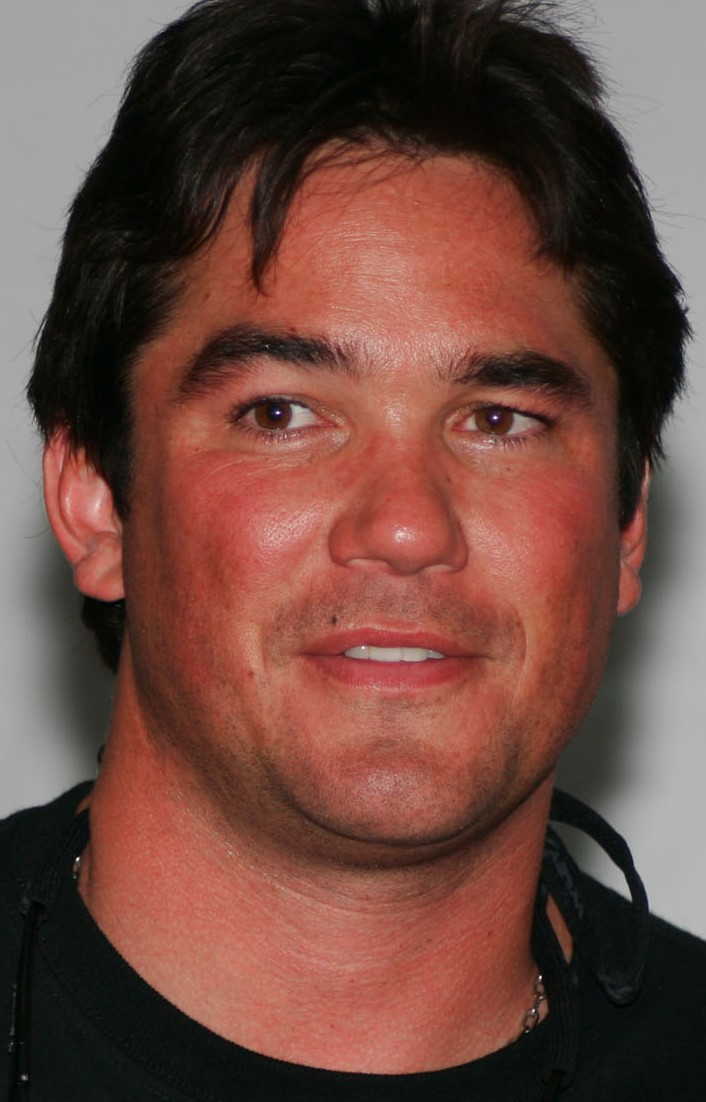
Dean Cain (* 1966)

  - Dean Cain (* 1966)Bernard Nathanson, americký gynekolog († 2011)
- 1930 – Oleg Popov, ruský klaun († 2. listopadu 2016)
- 1931
  - Kenny Burrell, americký kytarista
  - Nick Bollettieri, americký tenisový trenér († 4. prosince 2022)
- 1932 – John Searle, americký filozof
- 1933 – Cees Nooteboom, nizozemský prozaik, básník, cestopisec a esejista
- 1938 – Gap Mangione, americký jazzový klavírista
- 1939 – John Tong Hon, čínský kardinál
- 1944
  - Geraldine Chaplinová, anglicko-americká herečka a tanečnice, dcera Charlieho Chaplina
  - Robert C. Merton, americký ekonom, Nobelova cena 1997
- 1946 – Bob Welch, americký zpěvák a kytarista, člen skupiny Fleetwood Mac († 7. června 2012)
- 1947 – Richard Griffiths, britský herec († 28. března 2013)
- 1949 – Kristina Carlson, finská spisovatelka a básnířka
- 1950 – Richard Berry, francouzský herec
- 1951 – Evonne Goolagongová, australská tenistka
- 1952 – Michael Breen, britský spisovatel a novinář
- 1953 – James Read, americký filmový herec
- 1956 – Michael Biehn, americký herec
- 1958 – Bill Berry, americký hudebník (R.E.M.)
- 1959 – Stanley Jordan, americký jazzový kytarista a pianista
- 1962 – Wesley Snipes, americký herec
- 1956 – Włodzimierz Potasiński, velitel polských speciálních sil († 2010)
- 1964 – C. C. Catch, nizozemsko-německá zpěvačka
- 1965 – Joanne Kathleen Rowlingová, britská spisovatelka, autorka série knížek o Harrym Potterovi
- 1966 – Dean Cain, americký herec
- 1970 – Ben Chaplin, britský herec
- 1971 – John William Lowery, americký kytarista
- 1973 – Daniel Evans, velšský herec
- 1974 – Emilia Fox, britská herečka
- 1978 – Justin Wilson, britský pilot Formule 1
- 1979 – Carlos Marchena, španělský fotbalista
- 1980 – Mils Muliaina, novozélandský ragbista
- 1981 – Ana Claudia Michels, brazilská modelka
- 1982
  - Anabel Medinaová Garriguesová, španělská tenistka
  - Marek Sapara, slovenský fotbalista
  - Michel Miklík, slovenský hokejista
- 1985
  - Brimin Kipruto, keňský běžec na střední trat
  - Alissa White-Gluz, kanadská zpěvačka
- 1986 – Jevgenij Malkin, ruský lední hokejista
- 1989 – Viktoria Azarenková, běloruská tenistka

## Úmrtí
Viz též Kategorie:Úmrtí 31. července — automatický abecedně řazený seznam.

### Česko
- 1816 – Josef Fiala, gambista, hobojista a hudební skladatel (* 3. února 1748)
- 1828 – Jan Tachezzi, katolický duchovní a kanovník (* 1763)
- 1878 – Abraham Benisch, hebraista a novinář (* 1811)
- 1896 – Jan Vlk, právník, buditel a básník (* 8. července 1822)
- 1909 – Josef Matějka, spisovatel (* 29. března 1879)
- 1923 – Jan Vilím, grafik a podnikatel (* 11. května 1856)
- 1959 – Ludvík Klímek, malíř a podnikatel (* 18. února 1907)
- 1961 – Otto Reichner, architekt (* 31. srpna 1888)
- 1992 – Oldřich Sirovátka, slovesný folklorista a etnograf (* 8. září 1925)
- 1995 – Jiří Tywoniak, archivář a historik (* 30. března 1919)
- 2001 – Josef Kohout, propagátor ragby (* 25. dubna 1910)
- 2002 – Slávka Budínová, herečka (* 21. dubna 1924)
- 2003 – Klára Jerneková, herečka (* 14. ledna 1945)
- 2004 – Karel Niemczyk, voják a příslušník výsadku Calcium (* 15. února 1914)
- 2006 – Vladimír Bouzek, lední hokejista a trenér (* 3. prosince 1920)
- 2007 – Petr Růžička, hudební skladatel (* 16. února 1936)
- 2012
  - Zuzana Hofmannová, horolezkyně (* 15. června 1959)
  - Miloš Čižmář, archeolog (* 17. prosince 1945)
- 2018 – Sylvia Kodetová, operní pěvkyně (* 21. května 1930)

### Svět

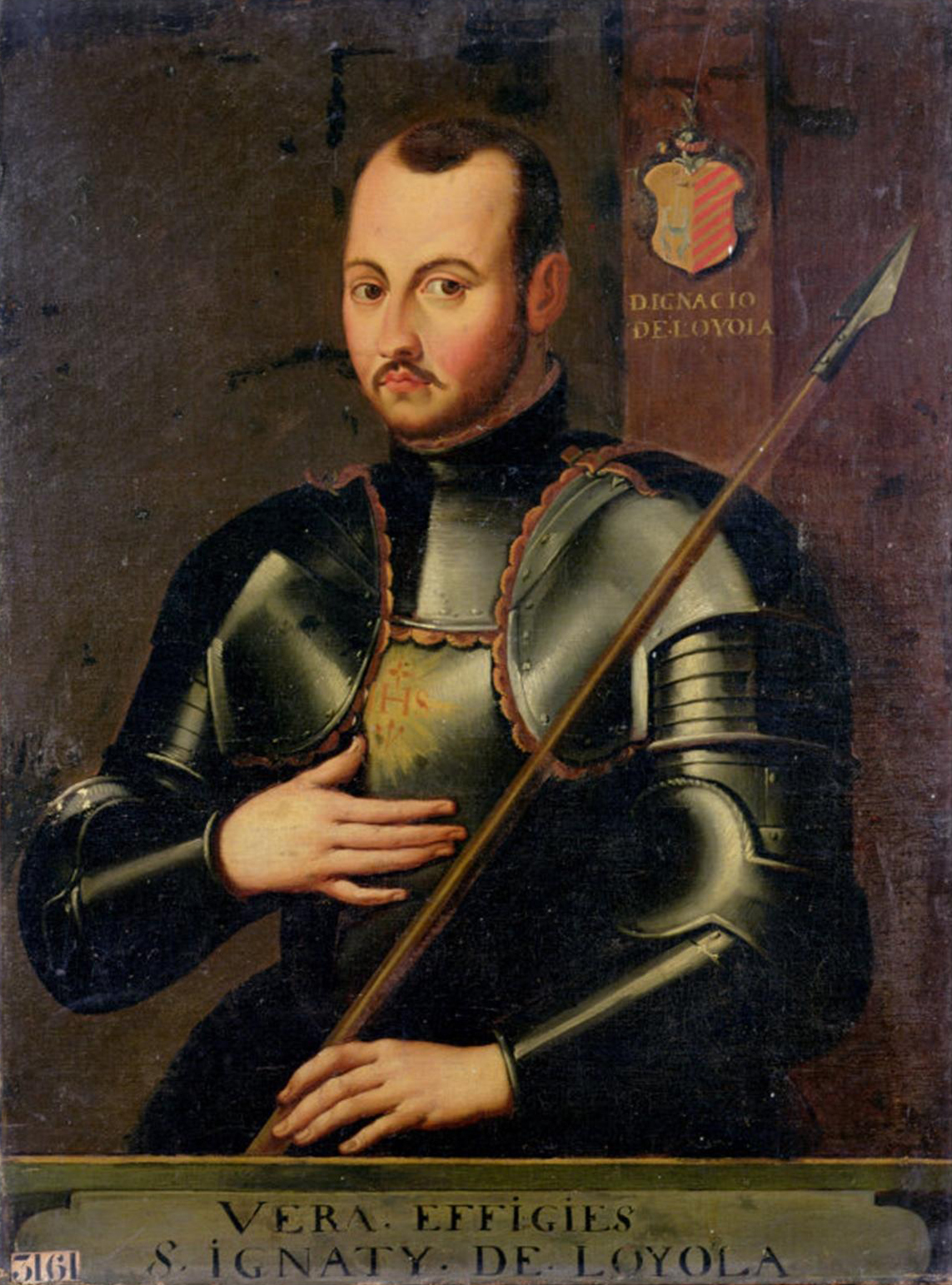
Ignác z Loyoly († 1556)

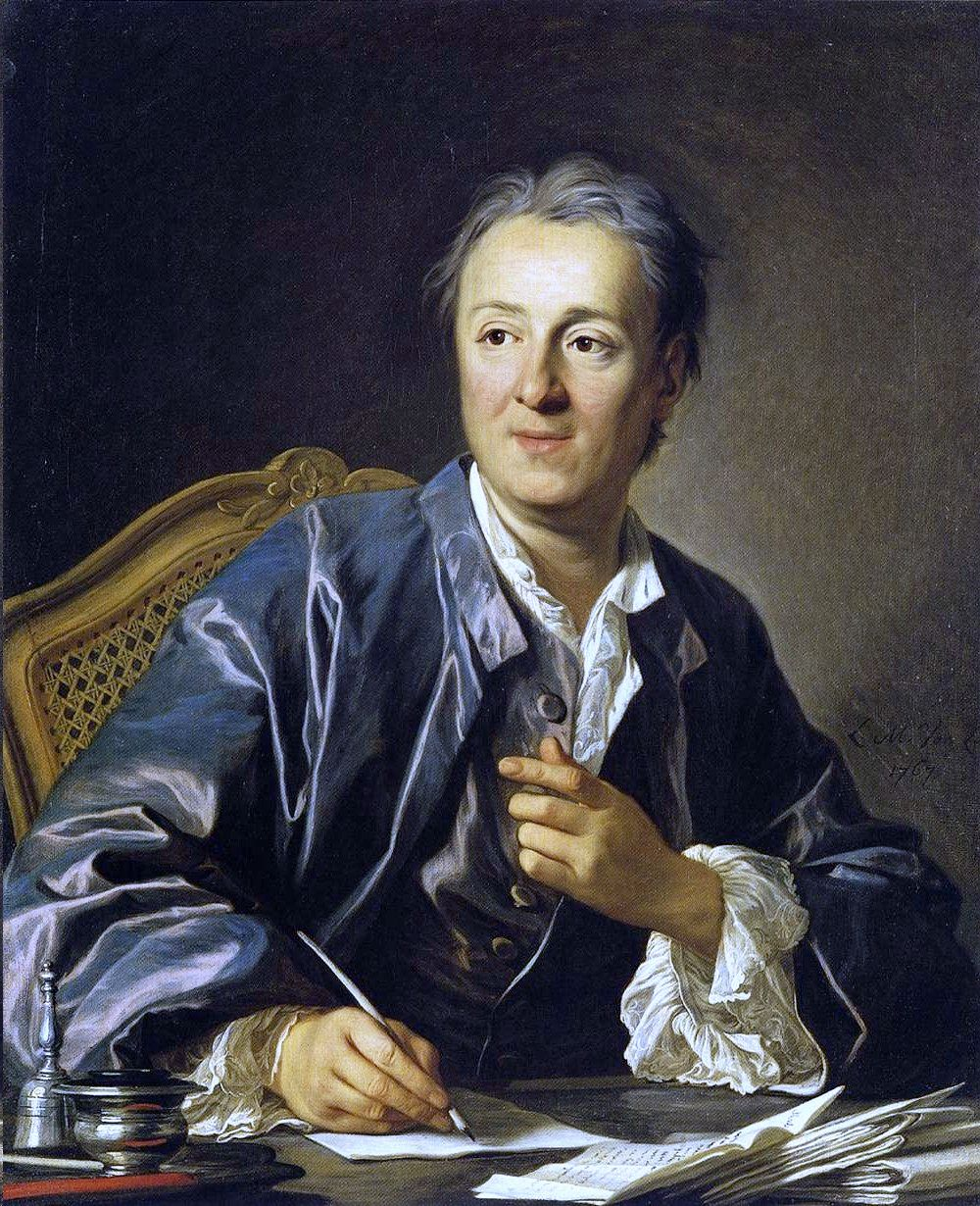
Denis Diderot († 1784)

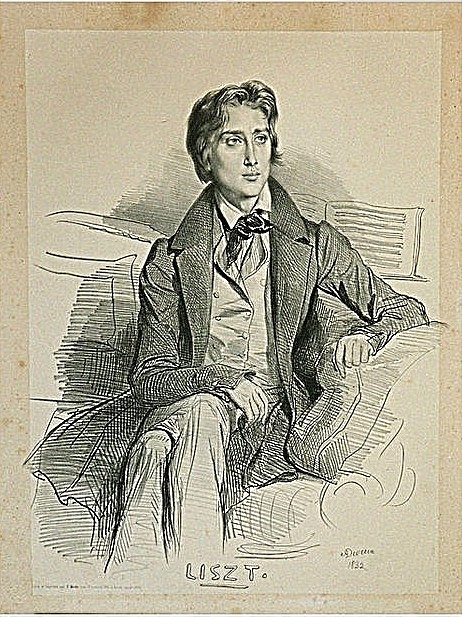
Ferenc Liszt († 1886)

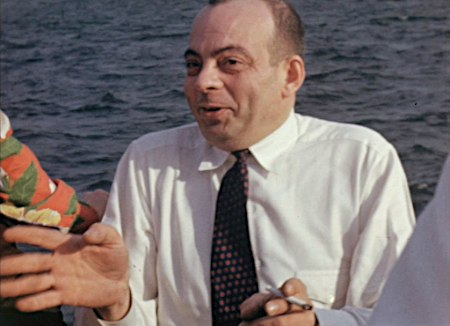
Antoine de Saint-Exupéry († 1944)

- 1358 – Étienne Marcel, vůdce měšťanského povstání v Paříži (* mezi 1302 a 1310)
- 1556 – Ignác z Loyoly, zakladatel řádu jezuitů (* 1491)
- 1624 – Jindřich II. Lotrinský, vévoda lotrinský (* 8. listopadu 1563)
- 1713 – Fridrich Vilém Meklenbursko-Zvěřínský, německý šlechtic (* 28. března 1675)
- 1750 – Jan V. Portugalský, portugalský král (* 1689)
- 1784 – Denis Diderot, francouzský filozof a spisovatel (* 1713)
- 1849 – Sándor Petöfi, maďarský básník (* 1823)
- 1875 – Andrew Johnson, viceprezident a 17. prezident USA (* 1808)
- 1886 – Ferenc Liszt, rakousko-uherský klavírní virtuóz a skladatel (* 1811)
- 1895 – Thomas Francis Wade, britský diplomat a sinolog (* 25. srpna 1818)
- 1914 – Jean Jaurès, francouzský filozof, historik a politik (* 3. září 1859)
- 1917 – Hedd Wyn, velšský básník (* 13. ledna 1887)
- 1924 – František Josef Battenberský, princ z rodu Battenbergů (* 24. září 1861)
- 1934 – Otto Planetta, vrah rakouského kancléře Engelberta Dollfusse (* 18. srpna 1899)
- 1942
  - Jožka Jabůrková, československá levicová novinářka a spisovatelka (* 16. dubna 1896)
  - Francis Younghusband, britský důstojník a cestovatel (* 31. května 1863)
  - Marie Anna Portugalská, portugalská infantka a lucemburská velkovévodkyně (* 13. července 1861)
- 1944
  - František Stryjas, polský katolický kněz, mučedník, blahoslavený (* 26. ledna 1882)
  - Antoine de Saint-Exupéry, francouzský spisovatel (* 1900)
- 1948 – George Adee, americký fotbalista a tenista (* 4. ledna 1874)
- 1954 – Antonie Lucemburská, poslední bavorská korunní princezna (* 7. října 1899)
- 1955
  - Robert Francis, americký herec (* 26. února 1930)
  - Zdenka Cecília Schelingová, slovenská sestra (* 1916)
- 1959 – Germaine Richier, francouzská sochařka a grafička (* 16. září 1902)
- 1964 – Jim Reeves, americký zpěvák (* 20. srpna 1923)
- 1966
  - Andrej Bagar, slovenský herec a divadelní režisér (* 29. října 1900)
  - Bud Powell, americký klavírista (* 27. září 1924)
- 1970 – Booker Ervin, americký saxofonista (* 31. října 1930)
- 1972
  - Alfons Gorbach, kancléř Rakouska v letech 1961–1964 (* 2. září 1898)
  - Paul-Henri Spaak, premiér Belgie, předseda Evropského parlamentu, předseda OSN a generální tajemník NATO (* 25. ledna 1899)
  - Ernst Fischer, rakouský marxistický spisovatel, literární vědec a politik (* 3. července 1899)
- 1973 – Annibale Bergonzoli, italský generál za druhé světové války (* 1. listopadu 1884)
- 1985 – Germaine Krull, německá fotografka (* 20. listopadu 1897)
- 1986
  - Čiune Sugihara, japonský diplomat (* 1. ledna 1900)
  - Teddy Wilson, americký klavírista (* 24. listopadu 1912)
- 1993
  - Lola Alvarez Bravo, mexická fotografka (* 3. dubna 1907)
  - Baudouin I. Belgický, belgický král (* 1930)
- 2001
  - Fridrich František Meklenbursko-Zvěřínský, dědičný meklenbursko-zvěřínský velkovévoda (* 22. dubna 1910)
  - Miklós Vásárhelyi, maďarský novinář a politik (* 9. října 1917)
  - Poul Anderson, americký spisovatel sci-fi (* 1926)
- 2007 – Giuseppe Baldo, italský fotbalista (* 27. července 1914)
- 2009 – Bobby Robson, anglický fotbalista a trenér (* 1933)
- 2012 – Gore Vidal, americký spisovatel a scenárista (* 3. října 1925)
- 2013 – Robert N. Bellah, americký sociolog (* 23. února 1927)
- 2017 – Jeanne Moreau, francouzská herečka, režisérka a zpěvačka (* 23. ledna 1928)
- 2022 – Ajman az-Zaváhirí, islamský lékař a vůdce Al-Káidy (* 19. června 1951)
- 2023 – Angus Cloud, americký herec (* 10. července 1998)
- 2025 – Adriana Asti, italská herečka a dabérka (* 30. dubna 1931)

## Svátky

### Česko
- Ignác, Ignácie
- Ignát, Ignáta

Katolický kalendář
- Svatý Ignác z Loyoly
- Blahoslavená Zdenka Cecília Schelingová

### Svět
- Světový den rangerů

## Pranostiky

### Česko
- Od svatého Ignaca – leto se obraca.

| 31. červenec v pražském KlementinuÚdaje jsou platné k 8. 7. 2025. | 31. červenec v pražském KlementinuÚdaje jsou platné k 8. 7. 2025. | 31. červenec v pražském KlementinuÚdaje jsou platné k 8. 7. 2025. |
| minimum                                                           | denní průměr                                                      | maximum                                                           |
| ----------------------------------------------------------------- | ----------------------------------------------------------------- | ----------------------------------------------------------------- |
| 9,3 °C (1841)                                                     | 21,0 °C (od 1961)                                                 | 36,0 °C (1994)                                                    |